# Nacaduba rothschildi
Nacaduba rothschildi är en fjärilsart som beskrevs av Lambertus Johannes Toxopeus 1930. Nacaduba rothschildi ingår i släktet Nacaduba och familjen juvelvingar. Inga underarter finns listade i Catalogue of Life.